# Comizi tributi
I comizi tributi del popolo (Comitia Populi Tributa), furono le assemblee, comprendenti sia patrizi che plebei, distribuiti territorialmente in trentacinque tribù, nelle quali tutti i cittadini romani venivano collocati per scopi elettorali e amministrativi.
Come per i comizi centuriati il voto era indiretto, con un voto assegnato ad ogni tribù.

## Composizione
I comizi tributi erano organizzati su base territoriale. 
La composizione di questo comizio andò aumentando nel tempo, con l'accrescersi del numero di tribù, dalle quattro dei primi comitia, alle 35 definitive del 241 a.C..
Per come era distribuita la popolazione all'interno delle tribù, con la maggioranza della popolazione di Roma distribuita tra le uniche quattro tribù urbane, il voto era quindi fortemente sbilanciato a favore delle trentuno tribù rurali.
I comizi tributi si riunivano alla sorgente Comizia, nel Foro Romano, ed eleggevano gli Edili (solo quelli curulis), i Questori.

## Funzioni
I comizi tributi sono oscuri nella genesi come nelle loro funzioni specifiche: sappiamo che erano molto attivi e che insieme ai concili della plebe assorbirono totalmente l'attività normativa dei comizi centuriati (emanavano le leges della repubblica a parte quelle de potestate censoria e de bello indicendo che restarono ai centuriati), anche per una ritualistica religiosa semplificata. Eleggevano i questori, gli edili curuli, le cariche ausiliarie e, da un certo periodo, anche il pontefice massimo ed altre cariche sacerdotali (anche se votavano solo 17 tribù estratte a sorte per motivi religiosi).
In epoca tardo repubblicana, condussero gran parte dei processi, finché il dittatore Lucio Cornelio Silla stabilì le corti permanenti (quaestiones). Svetonio racconta che al tempo di Augusto, primo imperatore romano:
(Svetonio, Augustus, 40.)
Ancora Svetonio aggiunge, contro i brogli elettorali:
(Svetonio, Augustus, 40.)
Sappiamo che lo stesso Augusto, ogni volta che assisteva alle elezioni dei magistrati, passava tra le tribù con i suoi candidati e chiedeva i voti per gli stessi, secondo quanto prescritto dalla tradizione. E anche lui votava nella tribù, come un normale cittadino.